# Ержанов, Жакан Сулейменович
Жакан Сулейменович Ержанов (каз. Жақан Сүлейменұлы Ержанов, 10 февраля 1922, (ныне — Баянаульский район, Павлодарская область) — 27 февраля 2003, Алма-Ата) — советский и казахстанский учёный в области горной науки, доктор технических наук (1963), профессор (1969), академик Академии наук Казахской ССР (1970). Заслуженный деятель науки Казахской ССР (1971).
Один из крупнейших учёных-механиков Казахстана, организатор науки и педагог высшей школы, внёс значительный вклад в механику природных и техногенных процессов.

## Биография
Родился 10 февраля 1922 года в Павлодарском уезде (ныне Баянаульский район в Павлодарской области, Республика Казахстан) в семье учителя. Происходил из подрода каржас рода суйиндык племени аргын.
В 1944 году окончил Казахский горно-металлургический институт (маркшейдерское отделение). По окончании института работал в системе Казахского филиала АН СССР, в 1946 году преобразованного в АН Казахской ССР. С 1944 по 1947 год учился в аспирантуре при Казахском филиале Академии наук СССР и одновременно сам преподавал в Казахском государственном университете.
В 1947—1949 годах работал инженером Института горного дела Академии наук СССР. В 1949 году защитил кандидатскую диссертацию и устроился на работу в Казахский государственный университет. С 1951 года преподавал в Днепропетровском горном институте, доцент. Член КПСС с 1959 года.
В 1960 году по приглашению академика К. Сатпаева вернулся в Казахстан. Возглавил лабораторию в Секторе математики и механики АН Казахской ССР, преобразованном при его деятельном участии в Институт математики и механики АН Казахской ССР, где с 1965 по 1968 год занимал пост заместителя директора по науке.
В 1963 году защитил докторскую диссертацию, в 1969 году был утверждён в звании профессор. Под руководством Ержанова проводились исследования в Киргизии, Сибири, Якутии, а также выполнялся совместный проект с Институтом безопасности горных пород (ГДР).
В 1968 году стал членом Президиума АН Казахской ССР, занимал должность главного учёного секретаря Президиума (1968—1976), должность академика-секретаря Отделения наук о Земле (1976—1987). В 1976 году выступил организатором и возглавил Институт сейсмологии, академик-секретарь, пост директора оставил в 1986 году.
В 1987—1991 годах заведовал лабораторией в Институте математики и механики АН Казахской ССР. В 1991 году совместно с академиком У. Джолдасбековым создал Институт механики и машиноведения. До конца жизни заведовал лабораторией механики горных пород этого института, был руководителем программы фундаментальных исследований по механике в Казахстане.
Автор 350 научных трудов, в том числе 40 монографий. Его ученики защитили 100 кандидатских и 40 докторских диссертаций. Создал Казахстанскую научную школу механики, среди его учеников академик Шмидт Айталиев.
Лауреат Государственной премии Казахской ССР в области науки и техники (1974). Награждён орденами Трудового Красного Знамени, «Знак Почёта». Член Национального комитета СССР по теоретической и прикладной механике (избран в 1972, член Президиума с 1985 по 1995), член Генеральной ассамблеи IUTAM.

## Научные интересы
Основные труды посвящены исследованию различных процессов механической природы в земных недрах, методам расчёта прочности, устойчивости и сейсмостойкости подземных сооружений, математическому моделированию сейсмических процессов, механике тектонического развития Земли и др.. В круг научных интересов входила теория ползучести горных пород, расчёт подземных сооружений, математическое моделирование складкообразования в земной коре с определением соответствующих тектонических сил, формирования солянокупольных образований, в том числе подсолевые ловушки нефти и газа, выяснение фундаментальных механизмов глобальных тектонических процессов, предложил теорию вращения Земли (построена на основе принятия взаимодействия Земли, рассматриваемой как абсолютно твердое тело, Луны, Солнца и больших планет, принятых за материальные точки, подчиняющегося законам Ньютона), принятую в качестве стандарта редукционных вычислений в практической работе Астрономического союза, Бюро времени, Службы по наблюдению за движением земных полюсов, Геодезического и геофизического союза.

## Семья
Жена — Матвеева Валентина Петровна, сын — Рустем (род. 1944). Отец Ержанова был арестован в 1937 году как «враг народа», что повлекло исключение Жакана из комсомола.

## Память
Ученики Ж. С. Ержанова неоднократно обращались к высшему государственному руководству Казахстана с предложениями установить мемориальные доски на фасаде Института сейсмологии и Института машиноведения и механики Казахского национального технического университета, воспитанником которого он был; присвоить имя учёного одной из улиц; открыть дом-музей Ержанова; объявить день рождения Жакана Ержанова — 10 февраля — Днем механиков Казахстана.